# پوی‌پت
پوی‌پت شهری در کشور کامبوج است که جزو تقسیمات اداری بنتی‌من‌سی محسوب می‌شود و جمعیتآن براساس سرشماری سال ۱۹۹۸ میلادی ۴۳٫۳۶۶ نفر بوده که در سال ۲۰۰۵ میلادی به ۵۸٫۰۲۶ نفر افزایش یافته است.